# Lijst van gemeentelijke monumenten in Utrecht (stad)/Binnenstad/Nieuwegracht-Oost
De buurt Nieuwegracht-Oost in de wijk Binnenstad van Utrecht kent de volgende 37 gemeentelijke monumenten beschreven in 35 regels (monumentnummers).
| Object | Bouwjaar                                                         | Architect        | Locatie                           | Coördinaten                 | Nr.       | Afbeelding  |
| --- | ---------------------------------------------------------------- | ---------------- | --------------------------------- | --------------------------- | --------- | ----------- |
| Woonhuis | 1861                                                             |                  | Brigittenstraat 4                 | 52° 5' 19" NB, 5° 7' 33" OL | 0344/1314 | Upload foto |
| Hoekpand samen met Oudekamp 21                                                                                               | 1898                                                             |                  | Brigittenstraat 14-14bis          | 52° 5' 19" NB, 5° 7' 35" OL | 0344/1343 | Upload foto |
| Woonwinkelpand met achterhuis                                                                                                | 19e eeuw (winkelpui); mogelijk middeleeuwse oorsprong            |                  | Herenstraat 13                    | 52° 5' 21" NB, 5° 7' 31" OL | 0344/1317 | Upload foto |
| Pand met achterhuis | 17e eeuw                                                         |                  | Herenstraat 23 t/m 23bis-A        | 52° 5' 22" NB, 5° 7' 33" OL | 0344/1318 | Upload foto |
| Woonhuis met achterhuis | 17e eeuw                                                         |                  | Herenstraat 26-26bis              | 52° 5' 22" NB, 5° 7' 33" OL | 0344/1319 | Upload foto |
| Woonhuis in neo-classicistische stijl                                                                                        | 1860 (circa)                                                     |                  | Herenstraat 35                    | 52° 5' 23" NB, 5° 7' 36" OL | 0344/1320 | Upload foto |
| Kerkgebouw van de Baptistengemeente met waterstaatstijl elementen                                                            | 1821                                                             |                  | Herenstraat 36                    | 52° 5' 23" NB, 5° 7' 34" OL | 0344/1321 | Upload foto |
| Dubbelpand; twee woonhuizen met neoclassicistische gevels                                                                    | 17e eeuw; 18e-eeuwse gevels                                      |                  | Herenstraat 41-43                 | 52° 5' 23" NB, 5° 7' 38" OL | 0344/1322 | Upload foto |
| Winkelwoonhuis | 17e eeuw                                                         |                  | Herenstraat 44                    | 52° 5' 24" NB, 5° 7' 36" OL | 0344/1323 | Upload foto |
| Hoekschool met schoolmeesterswoning en schoolplein                                                                           | 1902                                                             | F.J. Nieuwenhuis | Hieronymusplantsoen 2 t/m 2D en 3 | 52° 5' 27" NB, 5° 7' 36" OL | 0344/1727 | Upload foto |
| Woonhuis | 1632 (circa)                                                     |                  | Jeruzalemstraat 5                 | 52° 5' 25" NB, 5° 7' 32" OL | 0344/1324 | Upload foto |
| Woonhuis | 17e eeuw                                                         |                  | Jeruzalemstraat 16-16bis          | 52° 5' 24" NB, 5° 7' 35" OL | 0344/1325 | Upload foto |
| Pand gebouwd als universiteitshuis (studentenhuis); thans Studentenhuis Lepelenburg                                          |                                                                  |                  | Lepelenburg 1 t/m 39              | 52° 5' 21" NB, 5° 7' 38" OL | 0344/1328 | Upload foto |
| Voormalig koetshuis | 1860 (circa)                                                     |                  | Keukenstraat 5                    | 52° 5' 13" NB, 5° 7' 36" OL | 0344/1326 | Upload foto |
| Grote kerkzaal in eclecticische stijl                                                                                        | 1886; ingrijpende verbouwing van de middeleeuwse Hieronymuskapel | F.J. Nieuwenhuis | Kromme Nieuwegracht 62            | 52° 5' 27" NB, 5° 7' 34" OL | 0344/1327 | Upload foto |
| Koetshuis in neoclassistische stijl                                                                                          | 1860 (circa)                                                     |                  | Magdalenastraat 3 t/m 3B          | 52° 5' 13" NB, 5° 7' 38" OL | 0344/1329 | Upload foto |
| Voor- en achterhuis | 1920 (grondige verbouwing voorhuis); oorsprong ouder             |                  | Nieuwegracht 12                   | 52° 5' 23" NB, 5° 7' 27" OL | 0344/1330 | Upload foto |
| Pand met bovenwoning in neorenaissance-stijl                                                                                 | 1889                                                             |                  | Nieuwegracht 24-24bis             | 52° 5' 21" NB, 5° 7' 28" OL | 0344/1332 | Upload foto |
| Woonhuis in Hollandse neorenaissance-stijl                                                                                   | 1898                                                             |                  | Nieuwegracht 30 t/m 30E           | 52° 5' 20" NB, 5° 7' 29" OL | 0344/1333 | Upload foto |
| Pand gebouwd als foto-atelier met winkelwoonhuis, in eclectische stijl met Hollandse neorenaissance- en Jugendstil-elementen | 1900                                                             |                  | Nieuwegracht 50 t/m 50B en 50-2   | 52° 5' 17" NB, 5° 7' 32" OL | 0344/1334 | Upload foto |
| Hoekpand met twee bouwlagen en kelder                                                                                        | 1873                                                             |                  | Nieuwegracht 78-78A               | 52° 5' 13" NB, 5° 7' 35" OL | 0344/1260 | Upload foto |
| Voormalig Centraal Israëlitisch Weeshuis / Synagoge                                                                          | 1884                                                             |                  | Nieuwegracht 92                   | 52° 5' 12" NB, 5° 7' 37" OL | 0344/1335 | Upload foto |
| Schoolgebouw (R.K. huishoudschool) met invloeden van Italiaanse (renaissance) architectuur                                   | 1939                                                             | Jan van der Laan | Nieuwekamp 11 t/m 11R             | 52° 5' 17" NB, 5° 7' 36" OL | 0344/1263 | Upload foto |
| Twee woonhuizen; dubbelpand van twee bouwlagen                                                                               | 17e eeuw                                                         |                  | Nieuwekamp 13 t/m 15bis           | 52° 5' 17" NB, 5° 7' 37" OL | 0344/1336 | Upload foto |
| Woonhuis | 17e eeuw                                                         |                  | Oudekamp 1                        | 52° 5' 22" NB, 5° 7' 33" OL | 0344/1337 | Upload foto |
| Woonhuis | Eerste kwart van de 18e eeuw                                     |                  | Oudekamp 3-3A                     | 52° 5' 21" NB, 5° 7' 33" OL | 0344/1338 | Upload foto |
| Woonhuis | 19e-eeuwse opzet; mogelijk oudere oorsprong                      |                  | Oudekamp 6                        | 52° 5' 21" NB, 5° 7' 34" OL | 0344/1339 | Upload foto |
| Woonhuis met voor- en achterhuis                                                                                             | 18e-eeuwse opzet; mogelijk oudere oorsprong                      |                  | Oudekamp 10, Ridderhofstad 2A-2B  | 52° 5' 21" NB, 5° 7' 34" OL | 0344/1340 | Upload foto |
| Woonhuis | 18e eeuw (gevel); oudere oorsprong                               |                  | Oudekamp 11                       | 52° 5' 20" NB, 5° 7' 33" OL | 0344/1342 | Upload foto |
| Woonhuis met voor- en achterhuis                                                                                             | 17e eeuw                                                         |                  | Oudekamp 16                       | 52° 5' 20" NB, 5° 7' 35" OL | 0344/1341 | Upload foto |
| Woonhuis; hoekpand samen met Brigittenstraat 14-14bis                                                                        | 1898 (circa)                                                     |                  | Oudekamp 21                       | 52° 5' 19" NB, 5° 7' 35" OL | 0344/1341 | Upload foto |
| Voormalig koetshuis in een eclectische stijl                                                                                 | 1867                                                             | Van Vogelen      | Schalkwijkstraat 4 t/m 4E         | 52° 5' 16" NB, 5° 7' 35" OL | 0344/1345 | Upload foto |
| Voormalig brandspuithuisje                                                                                                   | 1860 (circa)                                                     |                  | Schalkwijkstraat 30               | 52° 5' 17" NB, 5° 7' 39" OL | 0344/1346 | Upload foto |
| Hovenierswoning; éénlaags huis achter rooilijn in steegje                                                                    | 17e eeuw                                                         |                  | Schalkwijkstraat 67               | 52° 5' 16" NB, 5° 7' 39" OL | 0344/1347 | Upload foto |
| Dubbelhuis in eclectische stijl met sterke neo-barokke elementen; hoekpand                                                   | 1880 (circa)                                                     |                  | Servaasbolwerk 8-9                | 52° 5' 14" NB, 5° 7' 41" OL | 0344/1210 | Upload foto |